# 철종 (조선)

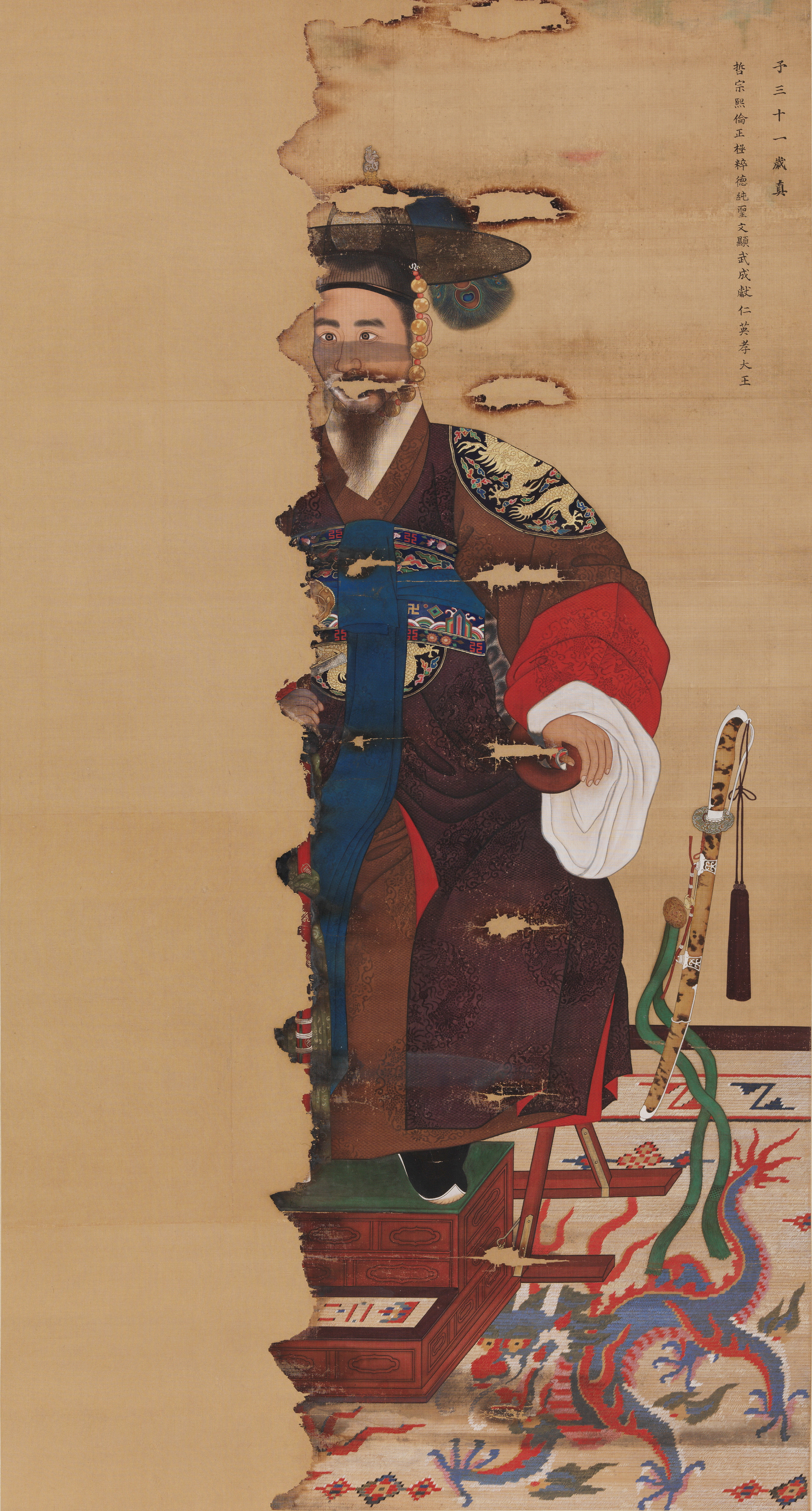
구군복 차림의 철종 어진 (1861년)

철종(哲宗, 1831년 7월 13일(음력 6월 17일) ~ 1864년 1월 4일(1863년 음력 12월 8일))은 조선의 제25대 국왕(재위: 1849년 7월 16일(음력 6월 9일) ~ 1864년 1월 4일(1863년 음력 12월 8일))이자 대한제국의 추존 황제이다.
사도세자의 3남인 은언군의 서손자이자 전계대원군 이광의 셋째 아들이다. 한성부에서 태어났으나 은언군과 상계군 사건과 이복 형 원경의 옥사로 교동도와 강화도로 유배지가 옮겨진 뒤 왕족으로서의 예우를 박탈당하고 평민처럼 생활하였다. 이후 농업과 나무꾼, 행상으로 살던 중 순원왕후의 명으로 덕완군에 봉해진 뒤, 종숙부 순조의 양자 자격으로 왕위를 이었다.
초명은 이원범(李元範), 휘는 이변(李昪), 본관은 전주(全州), 자는 도승(道升), 별칭은 강화도령, 호는 대용재(大勇齋)이며, 사후 시호는 철종희륜정극수덕순성문현무성헌인영효대왕(哲宗熙倫正極粹德純聖文顯武成獻仁英孝大王)이며 이후 대한제국이 성립된 1908년(융희 1년)에 장황제(章皇帝)로 추존되어 정식 시호는 철종희륜정극수덕순성흠명광도돈원창화문현무성헌인영효장황제(哲宗熙倫正極粹德純聖欽明光道敦元彰化文顯武成獻仁英孝章皇帝)이다.
1858년 그에게는 유일한 적장자 이융준이 태어났지만 6개월만에 사망하였고 후궁들에게서 얻은 아들들 또한 영아기에 사망하였다. 자녀 중 유일하게 혼례를 치른 영혜옹주 또한 14세에 사망하여 그의 후손은 단절되었다.

## 어린 시절

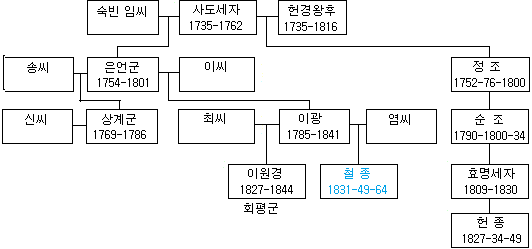
철종의 주요 가계도

### 출생과 가계

#### 출생과 성장
철종은 1831년(순조 31년) 7월 25일(음력 6월 17일) 한성부 향교동(鄕校洞) 경행방(慶幸坊) 사제(私第)에서 셋째 아들이자 서자로 태어났다. 본명은 원범이었으며, 변이라는 이름은 그가 왕위에 즉위한 후에 개명한 것이다. 아버지는 정조의 이복동생 은언군 이인(李裀)의 서자인 전계대원군 이광(李壙)이며, 어머니는 용성부대부인 염씨로 부친의 첩실이었다. 할아버지 대에 시작된 강화도 유배가 풀려나자 아버지 이광이 한성으로 올라와 생활하던 중에 태어나 성장하던 중에 1836년과 1844년에 역모(옥사)가 발생하자 다시 강화도로 일가족이 유배 생활을 하게 되었고 그곳에서 성장했다.

#### 조부 은언군
할아버지 은언군은 사도세자의 서자로 정조의 이복동생이다. 홍국영이 은언군의 아들인 상계군을 정조의 후사로 추대하려다 실패한후 정계에서 물러나자 이 사건이 역모로 몰려 강화도 유배형에 처해지고 말았다. 정조 사후 정순왕후가 자행한 신유박해(1801)때 부인 송씨와 며느리인 신씨가 천주교를 비밀리에 신봉하던 것이 적발되어 강화도로 유배되었다가 부인과 며느리와 함께 은언군도 사사당한다.
정조는 이복동생 은언군을 살리려고 노력했는데, 이런 아버지 정조의 유지를 받아들인 순조는 은언군의 자녀들을 석방시키려 노력한다. 1817년 순조는 강화도 안에서 은언군 아들들의 집을 지어주는데, 노론 대신들의 반발을 묵살하고 순조는 석방이 아니니 번거롭게 굴지 말라면서 넘어간다.
1822년(순조 22)에는 위리안치형에서 형을 감형하여 은언군의 자식들의 집 주위의 가시울타리를 거두고, 혼인도 하게 해주어 일반 백성들처럼 살 수 있게 하는 조치를 내린다. 언제나 그렇듯 이번에도 반대 상소가 올라왔지만, 순조는 이를 받아들이지 않았다.

#### 아버지 이광
아버지 이광은 상계군 사건, 신유박해(1801), 은언군의 서자라는 점 때문에 왕족으로 작위를 받지 못한 채 교동도에서 잠시 유아기를 보낸 적이 있다. 그 후 강화도에서 빈농으로 생활하다가 1830년에 강화도에서 방면되어, 1831년 한성 경행방 사제에서 첩실인 염씨에게서 원범(철종)을 얻었다. 행장에 의하면 철종은 1834년 4살되던 해에 주흥사(周興嗣)가 지은 주흥사 천자문(千字文)을 읽었으며, 기억력이 능했다고 한다. 그러나 그는 이후 더 이상의 학문을 수학할 수 있는 형편이 못되었다. 두차례나 역모사건에 연루되면서 강화도 유배생활을 다시 하게 되었기 때문이다.

### 강화도 유배생활
1836년(헌종 2) '남응중 역모사건'로 인해 철종(원범) 일족은 다시 강화도로 유배당했다. 1844년(헌종 10) 철종(원범)의 이복형 이원경(또는 이명)이 '민진용 역모사건'에 가담하였다가 발각되어 사사되는 일이 발생하였다. 이일로 인해 아버지 이광을 포함한 철종 일가는 교동도(喬桐) 로 유배되었다가 곧 강화도로 옮겨졌으며, 이후에도 철종의 가족들은 왕족의 지위를 누리지 못하고 살았다.
그의 일가는 부임해오는 강화부 유수의 감시 및 주민들의 멸시를 당하기도 했다. 철종실록의 철종 행장에 의하면 그가 강화도에 있을 당시, 한번은 그가 살던 동리에 완악하고 패려한 자가 술에 취해 그의 집 문밖에서 소란을 부리며 오만한 말과 모욕을 가했지만, 후일 그가 왕위에 오른 후에도 그를 문제삼지 않았다고 한다. 또한 강화부 유수로 부임한 어떤 유수가 방어 및 지킴(방수)를 목적으로 그의 일가를 감시하는 것이 너무 가혹하므로 집사람들이 이를 고통스럽게 여겼지만, 왕위에 오른 철종은 그 유수를 오히려 승정원 승지에 임명하였다 한다.
아버지 이광은 은언군의 서자인데다가 이복형제인(은언군의 아들) 상계군이 역모자였기에 작위조차 없었다. 아버지 이광은 아들 철종이 왕위계승자로 내정된 뒤에야 전계군으로 추증되고, 다시 대원군으로 가증되는 형식으로 작위를 받았다. 철종은 아버지 대부터 농토를 얻어 농사를 짓고 살았으므로 일각에서는 그를 가리켜 '강화도령'이라 조롱하기도 했다. 그는 유년 시절부터 알고 지낸 강화 출신이인 유력한 문인이자, 양명 학자였던 이시원(1790년~1866년)의 인품을 존경하여 중용하여 썼지만, 조정의 거대한 안동김씨의 세력 다툼으로 참다운 정치를 펴지 못했다. 이시원은 1815년 (순조15) 정시 문과에 갑과로 급제하여 1816년 사간원 정언, 1833년 경기 어사를 지낸 유신이다.

### 잠저 용흥궁
강화도로 이주한 철종의 가족 살았던 잠저는 현재 강화군 강화읍 동문안길21번길 16-1(관청리 441번지)에 있다. 원래는 초가였으나, 철종 4년(1853)에 강화유수 정기세가 현재와 같은 기와집을 세우고 용흥궁이라 하였다.

## 즉위와 치세

### 즉위
1849년 (헌종 15년) 6월 6일을 기하여 네 살 많은 7촌 조카 헌종이 23세의 젊은 나이로 후사 없이 죽자 강화도를 방문한 신하들을 따라 입궐, 순조의 왕비 순원왕후의 명으로 궁중에 들어가 음력 6월 8일 덕완군(德完君)에 봉해지고 그 이튿날인 음력 6월 9일, 창덕궁의 인정문에서 19세의 나이로 즉위하였다. 그러나 이는 조선 왕조 왕위 계승의 기본적인 관례조차 무시한 행위였다. 철종은 헌종의 아버지인 익종과 같은 항렬이었다. 사도세자의 차남 정조는 조부 영조의 명에 의해 이복 백부 효장세자(진종)의 양자가 되었다. 호적상 순조는 진종의 손자로서 7촌이었고 생가 쪽으로는 5촌 당숙이었다.
철종은 선천적으로 연약하고 아둔하였다. 더구나 안동 김씨들의 권력에 휘둘려 관리 한사람을 뽑는 데에도 스스로 결정할 수가 없었다. 그리고 그의 할아버지 은언군은 사도세자의 서자였고, 아버지 전계대원군은 은언군의 서자였다. 서자의 손자인 서출인데다가 본인도 서자였고, 강화도에서 나뭇꾼으로 있다가 왕이 되었다 하여 그의 재위기간 중 사대부가에서는 그를 강화도령이라 조롱하였고 이는 곧 그의 별명이 되기도 한다. 조정에서는 장형을 가하고 벌칙금을 부과하였으나 사대부와 일반 백성들까지도 서자, 서출, 강화도령이라며 그를 조롱, 비하하는 발언을 암암리에 계속하였다.

### 즉위 초반과 섭정
철종은 5촌 당숙인 순조의 양자 자격으로 왕위에 올랐는데 즉위 직후 순원왕후가 수렴청정을 하였고, 사실상 실권은 안동 김씨에게 있었다. 1851년(철종 2년) 김조순(金祖淳)의 7촌 조카인 김문근(金汶根)의 딸을 왕비(철인왕후)로 맞아들였다. 이로써 순조, 헌종, 철종 세 임금의 중전이 안동 김씨가문에서 나오게 되었다. 그래서 우스갯소리로 중궁전은 안동 김씨의 소유이다는 말까지 나오기도 하였다. 그러하여 김문근을 위시한 안동 김씨의 세도 정치가 계속되었다.
학문적인 소양이 부족하다는 이유로 정사는 세도가들에 의해 처리되었고, 철종 자신도 스스로 이것을 인식하고 술과 궁녀를 가까이 하면서 정사를 제대로 돌보지 못하였다. 그러하여 사사로운 인맥으로 매관매직(관직을 사고 팜)으로 관직에 오르게 된 어느 시골의 관리가 한성에 입경한 뒤에도 국왕인 철종을 알아보지 못하고 자신이 군수에 임명되었다고 그의 앞에서 오만 방자하게 자랑하기도 했다고 한다.

### 친정
철종은 1852년부터 친정을 시작하였으나 이때도 역시 실권은 안동 김씨세력들에게 있었다. 그러나 그는 1859년 관리들의 부정 비리를 지적하는 등 비교적 적극적으로 정치에 참여하였다. 1854년 철종 5년에는 제주도의 과거시험 합격자들이 육지로 상경하지 않고 제주도에서 받을 수 있도록, 승정원의 관리가 제주도로 파견되어 합격증서, 교지, 어사화를 지급하게도 한다.
1861년에는 중신들의 반대를 무릅쓰고 훈련도감 소속의 마보군(馬步軍)과 별기군(別技軍)의 군사를 이용하여 궁궐 숙위 강화를 시도하였다. 그럼에도 안동 김씨세력의 세도가 강하여 그는 자신의 뜻을 제대로 펼칠 수 없었다.
1857년(철종 8년) 8월 10일 지돈녕 이학수, 영중추부사 정원용(鄭元容)등의 건의에 따라 양아버지 순조를 순종(純宗)에서 '이단을 배척하여 서학(천주교)으로부터 나라를 지키고, 서란(西亂, 홍경래의 난)을 평정한 공'을 기려 묘호를 종(宗)에서 조(祖)로 바꾸어 순조(純祖)로 개칭되었다.
그러나 세도정치의 폐단으로 인해 기존의 조선 통치기강이 무너지고 삼정의 문란은 더욱 심해져 민중의 생활은 피폐해져 갔으며, 결국 1862년 진주 민란을 시발점으로 하여 삼남지방을 중심으로 곳곳에서 농민항쟁이 일어났는데 이를 임술 농민 봉기라 총칭한다. 철종은 봉기 발생 지역의 수령과 관속을 처벌하여 흐트러진 기강을 확립하고, 농민의 요구 조건을 일부 수용함으로써 민심을 수습하려고 하였다.
농민 봉기가 잠시 가라앉은 1862년 5월 이후에는 삼정이정청(三政釐整廳)을 설치하여 삼정의 개혁을 공포하고 재야 유생층과 관료들에게 개혁책을 모집하였다. 이때 발표한 삼정이정책은 주로 삼정의 문란을 개선하는 것에 초점을 두었으며, 각종 부가세를 혁파하고 도결(都結) 이나 방결(防結)을 폐지하였으며, 환곡의 경우 토지세로 전환시키는 등 조세개혁의 원칙을 포함하고 있었다. 그러나 구체적인 후속조치가 취해지지 않는 가운데 지배층의 이해관계가 얽혀 삼정이정책은 시행되지 못했다.
한편 1860년 경주 지방의 잔반인 최제우가 만든 신흥 종교인 동학이 창시되어 새로운 세력으로 확대되자 조정에서는 이를 탄압하고 교주인 최제우를 '혹세무민'(惑世誣民)의 죄목으로 처형하였다. 천주교 또한 민중 속에서 계속 유행하고 있었으며, 조정에서는 이 또한 탄압하였다.
철종 조에는 안동 김씨 세력이 세도정치를 행하고 있었으므로, 조선의 조정은 천주교에 대해 관대하였다.

### 동학과 민란
최제우의 처형 이후 동학에서는 상소와 연판장을 올려 교주가 역적이 아니라며 신원을 요구하였다. 1862년 1월에는 향리, 아전들의 착취에 견디지 못하고 경상도 진주에서 난이 발생한다. 진주민란은 육지로 확산되었지만 곧 관군에 의해 제압된다.
1862년 9월 진주민란의 자극을 받아 제주도에서 서광리 사람 강제검(姜悌儉, ?~1863)과 제주 제주목 사람 김흥채(金興采, ?~1863) 등을 중심으로 민란이 발생한다. 이들은 농민들의 지지를 받아 거병, 민란을 일으켜 9,10,11월에 걸쳐 3차례나 봉기하였고 3차 봉기에는 제주관아를 점령하여 1월까지 제주목 전체를 장악하기도 하였다. 이들은 조세를 지나치게 많이 거두는 것, 부역을 불공평하게 매기는 것, 또 환곡에서 부정이 많이 저질러지는 것 등의 이유로 발생하였다. 진주민란과 제주민란 당시 공격 대상은 주로 세금을 실질적으로 거두는 향리와 아전들에게 집중되었다. 그러나 제주관아를 점령했던 봉기는 1863년 1월에 진압되고 제주민란의 주동자인 강제검, 김흥채는 체포후 압송되어 처형된다.

## 말년과 사후

### 말년
원래 몸이 병약한데다가 그 자신도 안동 김씨의 세도 정치 속에서 자신의 뜻을 마음대로 펼 수 없다는 것을 깨닫고 주색을 가까이 하여 건강이 점점 나빠졌다.1861년 이후로는 거의 병석에 누워있거나 의원의 어배진(임금의 진찰)을 보면서 겨우겨우 정무를 결재하였다. 군수로 천거된 북청군의 물장수는 "내가 북청 군수로 임명된 아무개이니 상감 마마님 잘 부탁합니다레."라고 말하여 조정이 소란해졌지만, 철종은 오히려 깎듯이 하지 않은 그 인사의 순진함을 보고 초심을 잃지 말라며 다독였다 한다. 이는 유주현이나 김동인의 시대에까지 전해져 유주현과 김동인의 소설에도 인용되었다.
그는 조정에서 연회를 볼 때나, 후궁, 기녀들과 만찬, 음주할 때에도 뻐꾸기 소리를 들으면 달려나가 슬피 눈물을 흘리는 일이 종종 있었다 한다. 이를 두고 매천 황현은 철종을 가리켜 '철종은 선천적으로 연약하고 아둔하였다.'라고 조롱하기도 했다.
그가 일어날 가망이 없다고 본 흥선대원군은 이 무렵부터 자신의 서녀를 통해 사돈 이호준, 이호준의 정실 사위 조성하, 조성하의 종형제 조영하 등을 통해 암암리에 조대비와 은밀히 물밑 교섭을 시도하여 다음 왕위 계승권을 확보하려고 하였다.

### 사망
1864년 1월 16일 (1863년 음력 12월 8일) 재위 14년 만에 창덕궁의 대조전(大造殿)에서 승하하였다. 당시 그의 나이 33세였다. 철종 역시 후사가 없이 사망하였으므로 급히 신정왕후(익종비)와 대신들이 모여 후계자를 정했는데, 후사는 족보상 7촌 조카뻘이자 흥선군의 둘째 아들인 이명복 (훗날의 고종) 이 낙점, 계승하였다. 철종의 죽음으로 효종의 실제 직계 남자후손은 완전히 단절되었다. 남연군(흥선대원군의 아버지)은 효종의 동생 인평대군의 종손가에서 태어났으나 은신군에게 양자로 입적되었다.

### 사후
묘호는 철종으로, 슬기롭고 명석하다는 의미이다. 시호는 '희륜정극수덕순성문현무성헌인영효대왕'(熙倫正極粹德純聖文顯武成獻仁英孝大王)이며 청나라에서 내린 시호는 '충경왕'(忠敬王)이나, 청나라와의 외교 이외에는 사용치 않았다. 능은 경기도 고양시 서삼릉에 있는 예릉이다.
1903년(고종 광무 7년)에 청안군 이재순에 의해 고향 생가가 중건하였다. 그의 생가는 대한민국에 와서 인천광역시 유형문화재 20호로 지정되었다.
대한제국 수립 이후 1899년(광무 3년), 고종은 개국 시조인 태조와 자신의 4대 조상인 장종(사도세자), 정조, 순조, 익종(효명세자)을 소급하여 황제로 추존하였다. 이때 장종의 묘호를 장조(莊祖)로, 익종의 묘호를 문조(文祖)로 개칭하였다. 
이후 1908년(융희 2년), 순종은 정조의 양부인 진종과, 고종의 양형 헌종과 양숙부인 철종을 황제로추존하여 철종은 사후 장황제(章皇帝)가 되었다. 정식 시호는 철종희륜정극수덕순성흠명광도돈원창화문현무성헌인영효장황제(哲宗熙倫正極粹德純聖欽明光道敦元彰化文顯武成獻仁英孝章皇帝)이다.

## 가족 관계
| 조선 제25대 국왕 대한제국의 추존 황제 | 철종 장황제 哲宗 章皇帝 | 출생 | 1831년 7월 13일 (음력 6월 17일) 조선 한성부 경행방 향교동 사제         |
| 조선 제25대 국왕 대한제국의 추존 황제 | 철종 장황제 哲宗 章皇帝 | 사망 | 1864년 1월 4일 (1863년 음력 12월 8일) (32세) 조선 한성부 창덕궁 대조전 |

|      |                                                   | 본관 | 생년            | 부모                                                                | 비고                                                                 |
| ---- | ------------------------------------------------- | ---- | --------------- | ------------------------------------------------------------------- | -------------------------------------------------------------------- |
| 법부 | 순조 숙황제 純祖 肅皇帝 순조대왕 純祖大王         | 전주 | 1790년 - 1834년 | 정조 선황제 正祖 宣皇帝 현목수비 박씨 顯穆綏妃 朴氏                 | 제23대 국왕 대한제국의 추존 황제                                     |
| 법모 | 순원숙황후 김씨 純元肅皇后 金氏 순원왕후 純元王后 | 안동 | 1789년 - 1857년 | 영안부원군 김조순 永安府院君 金祖淳 청양부부인 심씨 靑陽府夫人 沈氏 | 명경왕대비 明敬王大妃 명경대왕대비 明敬大王大妃 대한제국의 추존 황후 |
| 부   | 전계대원군 全溪大院君                             | 전주 | 1785년 - 1841년 | 은언군 恩彦君 전산군부인 이씨 全山郡夫人 李氏                       | 영조의 증손자                                                        |
| 모   | 용성부대부인 염씨 龍城府大夫人 廉氏               | 용담 | 1793년 - 1834년 | 염성화 廉成化 상주 지씨 尙州 池氏                                   | 염덕석의 손녀                                                        |

|                | 시호                                              | 본관 | 생몰년          | 부모                                                                     | 비고                                           |
| -------------- | ------------------------------------------------- | ---- | --------------- | ------------------------------------------------------------------------ | ---------------------------------------------- |
| 왕비 추존 황후 | 철인장황후 김씨 哲仁章皇后 金氏 철인왕후 哲仁王后 | 안동 | 1837년 - 1878년 | 영은부원군 김문근 永恩府院君 金汶根 흥양부부인 여흥 민씨 興陽府夫人 閔氏 | 명순대비 明純大妃 1908년(융희 2년) 황후로 추존 |

| 작호 | 작호                | 본관 | 생몰년          | 부모               | 비고                          |
| ---- | ------------------- | ---- | --------------- | ------------------ | ----------------------------- |
| 귀인 | 귀인 박씨 貴人 朴氏 | 밀양 | 1827년 - 1889년 | 미상               | 1854년(철종 5년) 귀인에 봉작  |
| 귀인 | 귀인 조씨 貴人 趙氏 | 풍양 | 1842년 - 1866년 | 미상               | 1859년(철종 10년) 귀인에 봉작 |
| 귀인 | 귀인 이씨 貴人 李氏 | 미상 | 미상            | 미상               |                               |
| 숙의 | 숙의 방씨 淑儀 方氏 | 온양 | 미상 - 1878년   | 미상               | 1853년(철종 4년) 숙의에 봉작  |
| 숙의 | 숙의 범씨 淑儀 范氏 | 금성 | 1838년 - 1883년 | 범원식 范元植 미상 | 1866년(고종 3년) 숙의에 봉작  |
| 숙의 | 숙의 김씨 淑儀 金氏 | 김해 | 1833년 - 미상   | 김치욱 金致郁 미상 | 1899년(고종 36년) 숙의에 봉작 |
| 궁인 | 궁인 이씨 宮人 李氏 | 미상 | 미상            | 미상               |                               |
| 궁인 | 궁인 박씨 宮人 朴氏 | 미상 | 미상            | 미상               |                               |

| 군호 | 군호          | 이름      | 생몰년          | 생모            | 비고 |
| ---- | ------------- | --------- | --------------- | --------------- | ---- |
| 1    | ▨▨군 ▨▨君     |           | 1854년 - 미상   | 귀인 박씨       |      |
| 2    | ▨▨원자 ▨▨元子 | 융준 隆俊 | 1858년 - 1859년 | 철인장황후 김씨 |      |
| 3    | ▨▨군 ▨▨君     |           | 1859년 - 미상   | 귀인 조씨       |      |
| 4    | ▨▨군 ▨▨君     |           | 1861년 - 미상   | 귀인 조씨       |      |
| 5    | ▨▨군 ▨▨君     |           | 1862년 - 미상   | 귀인 이씨       |      |

| 작호 | 작호                                | 생몰년          | 생모      | 배우자                      |
| ---- | ----------------------------------- | --------------- | --------- | --------------------------- |
| 1    | ▨▨옹주 ▨▨翁主                       | 1851년 - 1853년 | 숙의 방씨 |                             |
| 2    | ▨▨옹주 ▨▨翁主                       | 1853년 - 미상   | 숙의 방씨 |                             |
| 3    | ▨▨옹주 ▨▨翁主                       | 1856년 - 미상   | 숙의 김씨 |                             |
| 4    | 영혜옹주 永惠翁主 영숙옹주 永淑翁主 | 1858년 - 1872년 | 숙의 범씨 | 금릉위 박영효 錦陵尉 朴泳孝 |
| 5    | ▨▨옹주 ▨▨翁主                       | 미상            | 숙의 범씨 |                             |
| 6    | ▨▨옹주 ▨▨翁主                       | 미상            | 궁인 박씨 |                             |
| 7    | ▨▨옹주 ▨▨翁主                       | 미상            | 궁인 이씨 |                             |

## 철종이 등장하는 작품
| - 《임금님의 첫사랑》 (TBC, 1975년 배우:김세윤) - 《풍운》 (KBS1, 1982년 배우:임혁) - 《대원군》 (MBC, 1990년 배우:최수종) - 《닥터 진》 (MBC, 2012년 배우:김병세) - 《바람과 구름과 비》 (TV조선, 2020년 배우 : 정욱) - 《철인왕후》 (tvN, 2020년 배우 : 김정현) | - 《강화도령》 (1963년, 배우:신영균) - 《철종과 복녀》 (1963년, 배우:신영균) |

## 같이 보기
- 조선왕조실록
- 조선 왕 가계도
- 김문근
- 김좌근
- 신정왕후
- 순원왕후
- 흥선대원군
- 철인왕후
- 진주민란